# グレラン製薬
グレラン製薬株式会社（グレランせいやく、英文:GRELAN PHARMACEUTICAL CO., LTD.）は、かつて存在した日本の製薬会社である。

## 会社概要
1930年（昭和5年）に創業。元々は武田薬品グループの会社であったが、のちに長瀬グループにも加盟した。医科向け用医薬品のほかに、一般用医薬品で、「グレラン」ブランドの解熱鎮痛剤・ビタミン剤などを手がけてきた。
2005年（平成17年）10月1日、同じ武田薬品系列の帝国臓器製薬と合併し、あすか製薬株式会社となった。なお、東京都世田谷区の「グレラン製薬前」というバス停に名前が残っていたが、2010年（平成22年）4月1日に「桜新町二丁目」と改められた。

## 事業所一覧
2005年（平成17年）9月30日終了時点
- 本社
  - 〒103-0024 - 東京都中央区日本橋小舟町6番6号（小倉ビル6階）
- 西東京事業所・グレランリサーチセンター・西東京工場
  - 〒205-8501 - 東京都羽村市栄町三丁目4番3号

### 支店
- 札幌支店（北海道エリア担当）
  - 〒060-0001 - 北海道札幌市中央区北1条西13丁目4番地（タケダ札幌ビル9階）
- 東北支店（東北地方エリア担当）
  - 〒980-0014 - 宮城県仙台市青葉区本町二丁目18番21号（タケダ仙台ビル5階）
- 東京第一支店、東京第二支店、北関東甲信越支店（東京都・南関東・北関東・甲信越地方エリア担当）
  - 〒103-0024 - 東京都中央区日本橋小舟町6番6号（小倉ビル6階）
- 名古屋支店（東海地方・北陸地方エリア担当）
  - 〒460-0002 - 愛知県名古屋市中区丸の内三丁目14番18号（長瀬産業ビル5階）
- 大阪第一支店、大阪第二支店（関西地方・京滋エリア担当）
  - 〒541-0045 - 大阪府大阪市中央区道修町二丁目3番8号（大和道修町ビル4階） - 現在は武田北浜ビルとなっている。
- 中国四国支店（中国・四国地方エリア担当）
  - 〒730-0026 - 広島県広島市中区田中町5番9号（マルチビル7階）
- 福岡支店（九州地方・沖縄エリア担当）
  - 〒812-0027 - 福岡県福岡市博多区下川端町9番12号（福岡武田ビル5階）

## 沿革
- 1930年（昭和5年） - 創業。
- 1950年（昭和25年） - グレラン製薬株式会社設立。
- 2005年（平成17年）10月1日 - 帝国臓器製薬と合併し、あすか製薬株式会社となった。

## 製品情報

### 医療用医薬品
- アナゾン注
- パナス錠
- アクディーム10錠
- アクディーム30錠
- アクディーム90カプセル
- アクディーム顆粒
- グレラン注
- ノバグレラン注
- サルソグレラン注
- ブロムグレラン注
- リパンチル
- イサロン
- ペルダゾン注
- ワークミン
- ゾンゲル注
- ゾンゲル錠
- オルダミン
- ベストロン
- アクディーム
- ポノバン
- ポノバンシロップ
- ポノバン注
- ダルパン糖衣錠
- アラモン注
- アラモン錠
- ドスパン注
- ドスパン錠
- ノブロン注A
- ノブロン注B
- C-ノブロン注
- ノブロン錠
- ヂアール注
- マレトン錠
- ロミノフィリン注
- レジタン注
- レジタン錠
- レジタン糖衣錠
- 複合レジタン注
- 複合レジタン錠
- ロバキシン注
- ロバキシン顆粒
- ロバキシン錠

### 一般用医薬品
- グレランエース錠（解熱鎮痛薬。現在は終了）
- ドキシン錠（内服肩こり薬。現在はアリナミン製薬が製造・販売）
- トコロールEゴールド（ビタミンE製剤。あすか製薬に継承後終了）
- グレラン錠（現在は終了）
- グレラン末（現在は終了）
- 新グレラン錠（現在は終了）
- 小児用新グレラン錠（現在は終了）
- 新グレラン内服液（現在は終了）
- 新グレラン（現在は終了）
- 新グレラン錠S（現在は終了）
- ハイグレラン錠（現在は終了）
- 小児用ハイグレラン錠（現在は終了）
- ハイグレラン（現在は終了）
- 小児用ハイグレラン（現在は終了）
- ハイグレランS（現在は終了）
- 新グレランA（現在は終了）
- 新グレナイト錠（現在は終了）
- トコロールE（現在は終了）
- トコロールEC（現在は終了）
- ソクラン末（現在は終了）
- ソクラン錠（現在は終了）
- サチボン（現在は終了）
- ヂプロン錠（現在は終了）
- ヂプロン（現在は終了）
- ヂプロン顆粒（現在は終了）
- こどもヂプロン（現在は終了）
- こどもヂプロン顆粒（現在は終了）
- アクデミンカプセル（現在は終了）
- エー・ビー・ビー（医薬部外品、現在は終了）